# Bergamasco
Bergamasco é uma comuna italiana da região do Piemonte, província de Alexandria, com cerca de 765 habitantes. Estende-se por uma área de 13,3 km², tendo uma densidade populacional de 58 hab/km². Faz fronteira com Bruno (AT), Carentino, Castelnuovo Belbo (AT), Incisa Scapaccino (AT), Oviglio.

## Demografia
| Variação demográfica do município entre 1861 e 2011                               |
|                                                                                   |
| Fonte: Istituto Nazionale di Statistica (ISTAT) - Elaboração gráfica da Wikipedia |